# Prinz (månkrater)
Prinz är en nedslagskrater på månen. Den befinner sig i Stormarnas ocean på månens framsida nära kratern Aristarchus.
Prinz är uppkallad efter den tysk-belgiska astronomen Wilhelm Prinz (1857-1910) och fick sitt officiella namn tilldelat av den Internationella astronomiska unionen (IAU) år 1935., , 

## Satellitkratrar
Båda Prinz satellitkratrar har fått nya namn tilldelade av IAU., 
| Krater | Longitud | Latitud | Diameter |
| ------ | -------- | ------- | -------- |
| Ivan   | 26.8° N  | 43.2° V | 4 km     |
| Vera   | 26.3° N  | 43.6° V | 4 km     |